# Trichosteleum brongersmae
Trichosteleum brongersmae là một loài rêu trong họ Sematophyllaceae. Loài này được Zanten mô tả khoa học đầu tiên năm 1964.